# Scânteia (Ialomița)
Scânteia is een Roemeense gemeente in het district Ialomița.
Scânteia telt 4349 inwoners.